# Sébastien Homo
Pour les articles homonymes, voir Homo (homonymie).
Sébastien Homo (né le 27 avril 1982 à Rosny-sous-Bois) est un athlète français, spécialiste du saut à la perche. Il mesure 1,82 m pour 70 kg. Il est professeur de sport à la DRDJS de Paris-Île-de-France. Il a un record de 5,55 m en plein air (La Roche-sur-Yon 20 juillet 2005) et de 5,50 m en salle (Liévin, 20 février 2005). Il a été champion du monde cadets en 1999 (Bydgoszcz, avec 5,20 m) et champion d'Europe juniors en 1999 et vice-champion de France en 2006.
Lors des Championnats du monde juniors de Santiago du Chili (2000), il termine 11e en qualifications avec 4,80 m. Il est marié avec la perchiste portugaise Sandra Ribeiro-Homo.
Devenu entraîneur, il est le coach de Ninon Guillon-Romarin.
Il est le frère cadet d'Amandine Homo, également perchiste.